# HD 96127
HD 96127 — двойная звезда в созвездии Большой Медведицы на расстоянии приблизительно 1948 световых лет (около 597 парсек) от Солнца. Видимая звёздная величина звезды — +7,407m.

## Характеристики
Первый компонент — оранжевый гигант спектрального класса K2III, или K2. Масса — около 2,812 солнечной, радиус — около 62,771 солнечного, светимость — около 728,674 солнечной. Эффективная температура — около 4116 К.
Второй компонент — коричневый карлик. Масса — около 30,95 юпитерианской. Удалён в среднем на 2,111 а.е..

## Планетная система
В 2011 году группой астрономов было объявлено об открытии планетоподобного тела HD 96127 b. Она представляет собой горячий газовый гигант с массой не менее четырёх юпитерианских. Планета обращается на расстоянии 1,4 а.е. от звезды, совершая полный оборот за 647 суток. Открытие планеты было совершено методом Доплера. Позже заявление об открытии было отозвано.